# Стилове на декорация на католическите храмове в България
Стиловете на декорация на католическите храмове в България са типове украса на католическите църкви по българските земи между XIX и XXI век. В миналото вътрешните декоративни особености на католическите катедрали и големите енорийски църкви в България са следвали внимателно замислена схема, която обикновено е започвала от входа и се е развивала във вътрешността до достигане на олтара, но тази унифицирана схема избледнява при модерния и особено при пост-модерния архитектурни стилове. В украсата на българските католически църкви са включени скулптури и скулптурни композиции подобни на западните църквите от бароковия период, стъклописи от средновековните църкви и мозайки от православните църкви, като стиловете са основно два – „Библия за миряните“ и „Модернизъм“.

## Библия за миряните
Наименованието „Библия за миряните“ се използва за обозначаване на конкретен тип украса на християнските храмове. Той е характерен за българските католически църкви, строени и декорирани през втората половина на XIX и първата половина на XX в.
Една от главните цели на тази църковна украса е да пресъздаде библейските послания, като наред с украсата на църквата се цели и образователния ефект върху мирянина или посетителя. Обикновено декоративните схеми – било скулптори, стенописи, дърворезба, стъклопис или икони (особено в източнокатолическите храмове) – изграждат последователност от сцени – разкази за живота на Иисус Христос, на други светци и проповедници, сцени от Стария завет, започвайки от стените на входа врата, през арките и аркадата на централния кораб.
Колоните, поддържащи горните стени на основния кораб, обикновено са кръгли или квадратни пиластри, украсени с християнски символи – рисунки, икони или малки статуи. Украсата на външните стени се допълва със страничните олтари и изповедници от дърворезба. Стъклописите позволяват през прозорците да минава светлина, създаваща молитвена атмосфера. Самите витражи са последователност от библейски сцени, рисунки, пресъздаващи символи на живота и възкресението, образи от светци около някаква библейска тема и др.
Класическата схема на украсата завършва с олтара, където има боядисан олтар, олтарник със скулптури и прозорчета с витражи в Олтарна апсида. Преди олтара обикновено има олтарна преграда от мраморни или от дървени колонки и плочи. В източно католическите храмове иконостас е пред олтара.
Украсата на старата католическа катедрала „Свети Йосиф“ в София е пример за този стил, но тя е разрушена на 30 март 1944 г. Ударена е с пряко попадение при една от англо-американските бомбардировки над София.
- Елементи от украсата в старата католическа катедрала „Свети Йосиф“ в София
- Интериор
- Стенопис на купола на апсидата
- Тавана

- Библейски сцени по аркадата

Вътрешната украса на катедралата „Свети Павел от Кръста“ в Русе има типичния класически за България стил – „Библия за миряните“. На стъклописите са изобразени – френската героиня св. Жана Д’Арк, сцени от живота на Христос, образи на апостоли, на светии, на основателя на Конгрегацията на отците Пасионисти – св. Павел от Кръста, и на светите братя Кирил и Методий. На презвитериума рисунките пресъздават Разпятието.
- Елементи от украсата в катедралата „Свети Павел от Кръста“ в Русе
- Олтара
- Статуя „Архангел Михаил срещу Сатана“

- Интериор
- Олтарника
- Олтарната апсида

## Модернизъм
След края на Втората световна война традиционните идеи за украсяване на католическите храмовете на запад са изоставени. С възстановяване на разрушените от войната европейски католически храмове се дава свобода на стила на изграждане и украсяване, като се включват елементи и символи от стиловете на предишните църкви. Така стилът „Модернизъм“ навлиза и при изграждане и украсяване на храмовете. Миряните са грамотни и не се налага да се използва украсата на храма за тяхното духовно просвещаване. Между 1948 г. и 1996 г. в България не са изграждани нови католически храмове и украсата на съществуващите продължава да бъде в стил „Библия за миряните“, като единствен източник на библейско съприкосновение за миряните.
Съвременната украса и оформяне на католическите храмове в България се характеризират с изчистване на библейските сцени, но запазване на традиционните християнски символи – разпятието, иконите или статуите, пречупени чрез формите на съвременната естетика. В този стил са украсени католическите храмове построени след политическите промени през 1989 г.
Украсата на новата католическа катедрала „Свети Йосиф“ в София е пример за този стил. В катедралата изобилства пространство, в което над олтара се извисява 7-метрово дървено разпятие. Под него се намира иконата на Богородица. От двете страни на презвитериума се намират две статуи – на патрона на катедралата Свети Йосиф и на патрона на капуцините Свети Франциск от Асизи. От дясната страна при входа се намира иконата на Божието Милосърдие и статуята на Дева Мария. От другата страна на вратата се намират статуите на Света Тереза Авилска и Свети Антон Падуански.
- Елементи от украсата в новата католическа катедрала „Свети Йосиф“ в София
- Разпятието
- Тавана

- Олтара
- Визуален разказ
 „Пътят на кръста“
- Изобилие от светлина и пространство

Съществува тенденция при реставриране на храмовете, построени преди Втората световна война, те да се украсяват в новия стил. Пример за това е храмът „Свети Архангел Михаил“, който е бил украсен в стила стил „Библия за миряните“ до първото десетилетие на 21 век. През 2018 г. храмът е реставриран и декориран в стил „Модернизъм“. След него са реставрирани в същия стил и други католически храмове - през 2020 г. „Успение Богородично“ в Житница и „Рождество на Блажена Дева Мария“ в Белене през 2021 г.
- Храмът „Свети Архангел Михаил“ в град Раковски преди и след реставрацията
- „Библия за миряните“
- „Модернизъм“

## Интересни факти
- След Чирпанското земетресение от църквата „Свети Архангел Михаил“ (днес в гр. Раковски) остават непокътнати олтарът със статуите и кръстът с Исус Христос. Те са пренесени в новата църква.[4] При реставриране на олтара на църквата през 2013 г. е открито писмо от 1919 г., адресирано „до този, който го отвори пръв“.[5]
- При бомбардирането на старата католическа църква „Свети Йосиф“ в София през 1944 г. оцелява статуята на Дева Мария от Лурд, която и днес украсява новата църква.
- В катедралата „Свети Лудвиг“ се намира надгробието на българската княгиня Мария Луиза. В храма са погребани епископите Андреа Канова, Франческо Рейнауди, Роберто Менини и Викенти Пеев.
- Под пода на централния кораб на катедралата „Свети Павел от Кръста“ в Русе са погребани епископите Иполито Агосто и Дамян Теелен.[2] През 2020 г. епископ Петко Христов е погребан в специален параклис в катедралата.
- В основите на олтара на храм „Успение Богородично“ в София са вградени мощи на 14 светци.
- В храма „Свети Дух“ в Пловдив се пази възпоменателна кутия със сцена на Дева Мария, подарена на българските католици от цар Борис и царица Йоанна Савойска след тяхната сватбва в папската базилика „Свети Франциск“ в град Асизи.